# Cheaters (serie de televisión)
Cheaters (conocido en América Latina como Infieles) fue un programa semanal de televisión emitido por la cadena The CW que se comenzó a emitir el 2 de octubre de 2000 y dejó de emitirse el 17 de mayo de 2021 tras haber transmitido 21 temporadas. Su argumento central era grabar a través de cámaras escondidas a personas sospechosas de cometer adulterio e infidelidad a sus parejas. Su gran popularidad es la que la ha mantenido al aire luego de 24 años. Ha recibido diversas críticas principalmente asociadas a violaciones de privacidad.

## Argumento
El programa giraba en torno a encargos de los "engañados" quienes solicitaban los servicios de investigadores privados (la denominada Agencia Nacional de Detectives Cheaters) con el fin de seguir a las parejas potencialmente infieles. Unas 10 o 20 personas viajaban con Clark Gable III (el presentador) a diferentes partes de Estados Unidos e incluso a Canadá, con el fin de destapar las mentiras de las personas infieles. El programa incluía grabaciones en vivo de las peleas y/o agresiones físicas o verbales que se generan entre los miembros de la pareja y demás involucrados, una vez descubierto el engaño.